# Gut Limmer

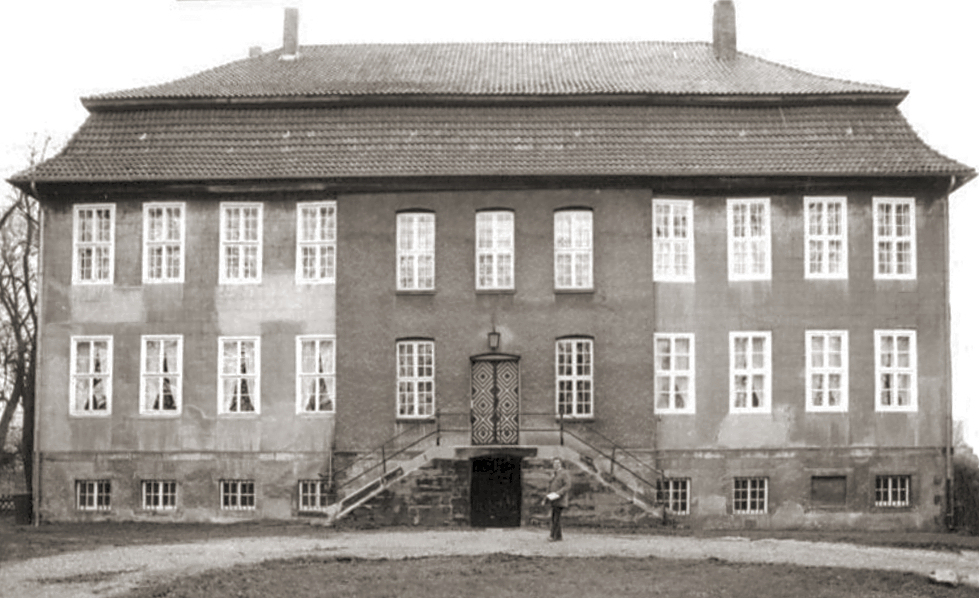
Herrenhaus des Ritterguts Limmer, 1984

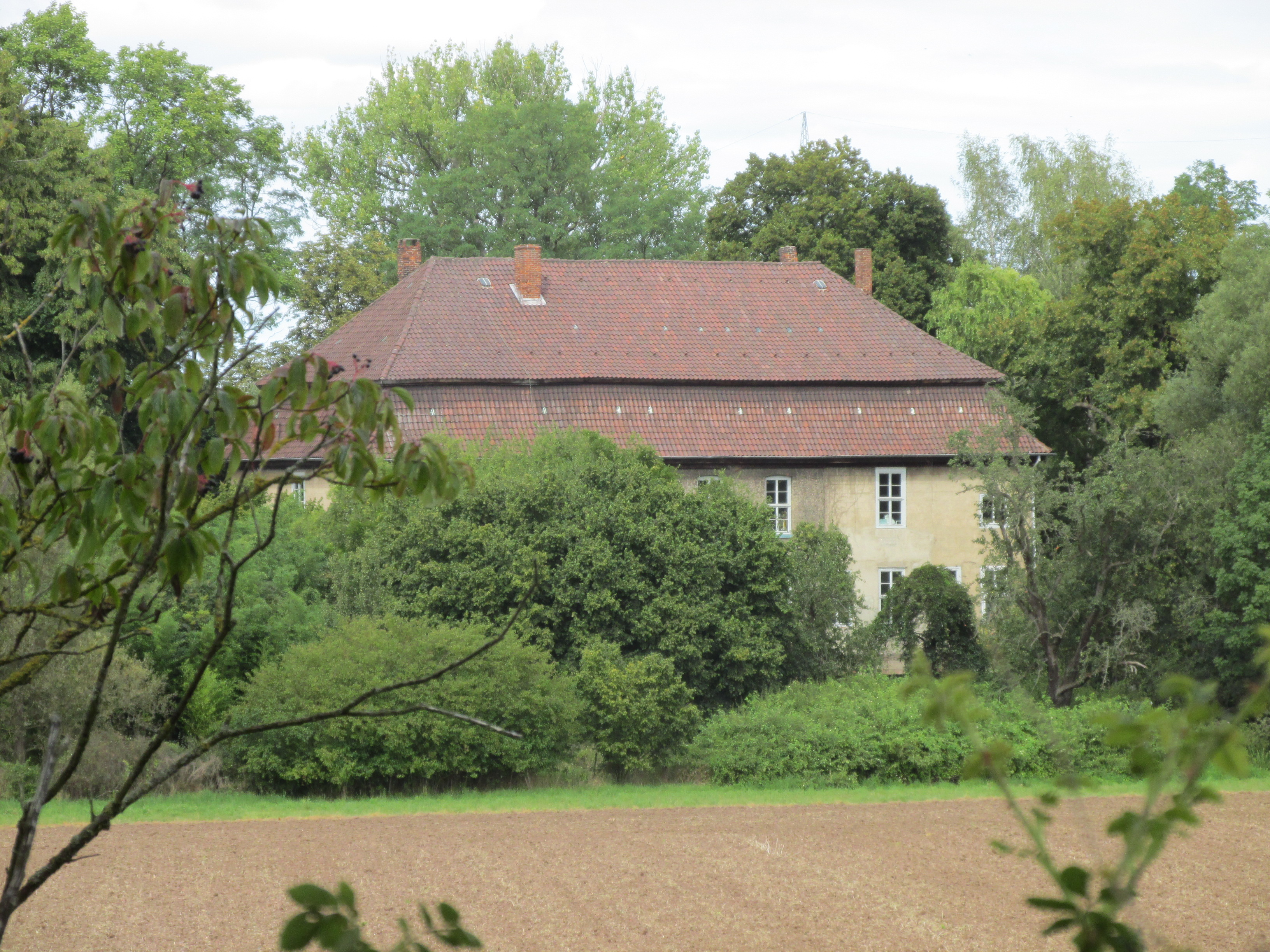
Ansicht des Herrenhauses, 2020

Das Gut Limmer ist ein ehemaliges Rittergut im Osten des Ortsteils Limmer von Alfeld (Leine) im niedersächsischen Landkreis Hildesheim. Nach Norden hin wird das Grundstück durch einen Sportplatz, nach Westen hin durch eine Bahnstrecke begrenzt.
Das Gut war ursprünglich der Wirtschaftshof der Limmer Burg auf dem nahen Weinberg. Später wurde es zum Adelssitz. Am 13. Oktober 1625 trafen sich hier die kaiserlichen Feldherren Tilly und Wallenstein, um die weitere Vorgehensweise im Krieg zu besprechen. Wallenstein hatte hier im Herbst Quartier genommen. 1723 wurde das Gutshaus von der Familie von Stöckheim erneuert, da die alte Substanz baufällig war. Bis 1728 blieb das Rittergut im Besitz der Herren von Stöckheim. Ihre Linie erlosch in der ersten Hälfte des 18. Jahrhunderts. 1840 kam das Gut an die Grafen von Schlitz genannt von Görtz und von Wrisberg.
Im März 2022 ersteigerte ein Ehepaar aus der Region Hannover das sanierungsbedürftige und unter Denkmalschutz stehende Rittergut Limmer einschließlich eines Gesindehauses, mehrere Wirtschaftsgebäude auf einer Grundstücksfläche von rund 37.000 Quadratmetern für 375.000 €.